# Kleine Erlauf
Die Kleine Erlauf ist ein linker Zufluss zur Erlauf bei Wieselburg in Niederösterreich.
Die Kleine Erlauf entspringt im nördlichen Gemeindegebiet von Gaming unterhalb der Stoanawiesn Heh (Steinwiesen Höhe) (964 m ü. A.), einem Nebengipfel des Lorenzberges, nimmt den aus Zürner abfließenden Zürnergraben und später den von der Gadenweithöhe kommenden Bach von Große Au auf und danach den Gangleitenbach sowie den Lueggraben. Als erster bedeutender Zubringer fließt beim Zellhof von rechts der Brettlbach ein, der zahlreiche Ortslagen im Norden von Gaming entwässert. Bis vor Gresten nimmt die Kleine Erlauf noch den Bach von Schwaighof und den Schmidtgraben auf, bei Schloss Stiebar den Schloßbach und später den Kroißbach. 
Der Grestenbach und der Ebenbach münden bereits unterhalb von Gresten, ebenso wie der Baumgartenbach, der die Nordseite des Grestner Hochkogels (821 m ü. A.) entwässert. In Randegg, wo der Schliefaubach zufließt, vollzieht die Kleine Erlauf eine markante Wende. 
Weitere Zubringer auf dem Weg nach Norden sind der Bach von Kühberg, der vom Mitterberg kommende Bach von Mitterberg und der Latschbach. Vor Wang fließt rechts der Ewixenbach ein und nach Wang der Marauer Bach. 
Bei Steinakirchen am Forst weitet sich das Tal der Kleinen Erlauf und schließlich mündet auch der letzte nennenswerte Zufluss, der Marbach, von links ein. Danach durchfließt sie die westlichen Ortsteile von Wieselburg, namentlich Bodensdorf und Weinzierl, um im Zentrum von Wieselburg von links in die Erlauf zu münden. 
Das Einzugsgebiet der Kleinen Erlauf umfasst 171,2 km² in teilweise bewaldeter Landschaft.